# Miss Earth Venezuela 2019
El Miss Earth Venezuela 2019 fue la tercera (3.ª) edición del certamen Miss Earth Venezuela, cuya final se llevó a cabo en el Centro Cultural Chacao en la ciudad de Caracas, Venezuela el 25 de agosto de 2019. 29 candidatas de diversos estados y regiones del país compitieron por el título. Al final del evento, Diana Silva, Miss Earth Venezuela 2018 de Lara, coronó a Michell Castellanos, de Guárico, como su sucesora
El evento fue transmitido en vivo y directo para toda Venezuela por Globovisión, y para el extranjero mediante Youtube. Estuvo conducido por Migbelis Castellanos, Jesús de Alva, Juan Eleazar Figallo y Melisa Rauseo.

## Resultados finales
| Resultados finales                   | Candidata |
| ------------------------------------ | --- |
| Miss Earth Venezuela 2019            | - Guárico - Michell Castellanos |
| Miss Venezuela Air 2019 (Destituida) | - Lara - Gabriela Coronado |
| Miss Venezuela Water 2019            | - Sucre - Mariangel Tovar |
| Miss Venezuela Fire 2019             | - Miranda - Stephany Zreik |
| Top 8                                | - Aragua - Ana Daniela Mencía - Dependencias Federales - Graciela Altuve - Táchira - María Laura López - Trujillo - Thea Sichini                                                                                    |
| Top 15                               | - Anzoátegui - Paola Cultrera - Apure - Claudia Herrera - Canaima - Roxelis Mendoza - Cojedes - Dianny Burrofatto - Costa Oriental - Ly Casanova - Distrito Capital - Ivana Rodríguez - Portuguesa - Aleska Cordido |

- La ganadora, Michell Castellanos, representó a Venezuela en el Miss Tierra 2019, siendo esta la primera representante del país que no logra obtener un pase a las semifinalistas en este concurso desde que el mismo inició en el año 2001.
- El viernes 24 abril, Miss Lara, Gabriela Coronado, fue destituida debido a ser detenida y posteriormente arrestada debido a que se encontraba en una fiesta clandestina en pleno toque de queda debido a la pandemia de SARS-CoV-2.

- Debido a la pandemia por SARS-CoV-2 el Miss Earth Venezuela 2020 no se pudo realizar, es por eso que designaron a Stephany Zreik como su representante en el Miss Tierra 2020, en el cual obtuvo el puesto de Miss Tierra Aire (primera finalista).

## Miss Supranational Venezuela 2019
Las 30 candidatas del Miss Earth Venezuela 2019 también participaron en la primera (1.ª) edición del certamen Miss Supranational Venezuela, cuya final se llevó a cabo en el Centro Cultural Chacao en la ciudad de Caracas, Venezuela el 22 de agosto de 2019. Al final del evento, se coronó a Gabriela de la Cruz de Carabobo como Miss Supranacional Venezuela 2019

### Resultados preliminares
| Resultados finales                | Candidata |
| --------------------------------- | --- |
| Miss Supranational Venezuela 2019 | - Carabobo - Gabriela de la Cruz |
| 1.ª finalista                     | - Distrito Capital - Ivana Rodríguez |
| 2.ª finalista                     | - Táchira - María Laura López |
| Top 7                             | - Aragua - Ana Daniela Mencía - Guárico - Michell Castellanos - Sucre - Mariangel Tovar - Trujillo - Thea Sichini |
| Top 15                            | - Anzoátegui - Paola Cultrera - Apure - Claudia Herrera - Canaima - Roxelis Mendoza - Dependencias Federales - Graciela Altuve - Falcón - Albertling García - Lara - Gabriela Coronado - Miranda - Stephany Zreik - Portuguesa - Aleska Cordido |

## Candidatas
30 concursantes competirán por los títulos de Miss Earth Venezuela y Miss Supranational Venezuela.
| Región/estado          | Candidata                               | Edad | Altura (cm) | Ciudad natal              |
| ---------------------- | --------------------------------------- | ---- | ----------- | ------------------------- |
| Amazonas               | Fabiana De Los Ángeles Sánchez Vicuña   | 24   | 1.74        | Barquisimeto              |
| Anzoátegui             | Paola Andrea Rita Cultrera Palacios     | 25   | 1.75        | Maracay                   |
| Apure                  | Claudia Valentina Herrera Olivares      | 26   | 1.75        | San Fernando              |
| Aragua                 | Ana Daniela Mencía Samuel               | 19   | 1.75        | Valencia                  |
| Barinas                | Andruina Betania Carrera Morales        | 22   | 1.75        | Los Teques                |
| Bolívar                | Stefany Jholeidy Rosales Salas          | 24   | 1.74        | Caracas                   |
| Canaima                | Roxelis Beatriz Mendoza López           | 22   | 1.68        | Lagunillas                |
| Carabobo               | Gabriela Isabel de la Cruz Brito        | 19   | 1.74        | San Felipe                |
| Cojedes                | Dianny Isabel Burrofatto Rodríguez      | 24   | 1.68        | Carupano                  |
| Costa Oriental         | Anorly Del Valle (Ly) Casanova Rivero   | 20   | 1.78        | Cabimas                   |
| Delta Amacuro          | Andrea Valentina Lezama Cabello         | 25   | 1.72        | El Tigre                  |
| Dependencias Federales | Graciela Carolina Altuve Mendoza        | 22   | 1.75        | Los Teques                |
| Distrito Capital       | Ivana Rafaela Rodríguez Diab            | 21   | 1.66        | Caracas                   |
| Falcón                 | Albertling Clementina García Rojas      | 20   | 1.72        | Caracas                   |
| Guárico                | Michell Roxana Castellanos Azuaje       | 25   | 1.70        | Barquisimeto              |
| Lara                   | Joanny Gabriela Coronado Flores         | 23   | 1.75        | La Victoria               |
| Mérida                 | Joskatry Del Valle (Kate) Veliz Marcano | 20   | 1.72        | Maturín                   |
| Miranda                | Stephany Carina Zreik Torres            | 23   | 1.73        | Maracaibo                 |
| Monagas                | Andrea Danesska Cesín Martínez          | 20   | 1.70        | San Antonio de Capayacuar |
| Nueva Esparta          | Pierangela Estefani Noriega Domínguez   | 26   | 1.75        | La Asunción               |
| Península de Araya     | Génesis Mariana Méndez Ríos             | 24   | 1.70        | Caracas                   |
| Península Guajira      | Georgina Fabiola Martínez Bracho        | 18   | 1.74        | Maracaibo                 |
| Península de Paraguaná | María Victoria Marval Olivares          | 19   | 1.69        | Cabimas                   |
| Portuguesa             | Aleska Irina Cordido Useche             | 24   | 1.72        | Acarigua                  |
| Sucre                  | Mariángel del Valle Barrios Tovar       | 20   | 1.76        | Cumaná                    |
| Táchira                | María Laura López Rueda                 | 22   | 1.70        | San Cristóbal             |
| Trujillo               | Thea Cleo Nice Sichini Comunian         | 24   | 1.77        | Valencia                  |
| Vargas                 | Valeria Alexandra Alcalá López          | 23   | 1.75        | Barcelona                 |
| Yaracuy                | Bárbara Rodríguez Núñez                 | 18   | 1.78        | Valencia                  |
| Zulia                  | Denisse de Los Ángeles Sánchez Adrianza | 23   | 1.80        | Maracaibo                 |

## Datos acerca de las delegadas
- Algunas de las delegadas del Miss Earth Venezuela 2019 han participado, o participarán, en otros certámenes de importancia nacionales e internacionales:
  - Michell Castellanos (Guárico) participó sin éxito en Miss Tierra 2019.
  - Gabriela Coronado (Lara) fue segunda finalista en Miss Panamerican International 2019.
  - Gabriela de la Cruz (Carabobo) fue cuarta finalista en Miss Supranacional 2019.
  - Fabiana Sánchez (Amazonas) participó en Nuestra Belleza Venezuela 2018 representando a Portuguesa.
  - Ana Daniela Mencía (Aragua) participó en El Concurso By Osmel Sousa.
  - Andrea Cesín (Monagas) participó en el Miss Earth Anzoátegui 2019.
  - Génesis Méndez (Península de Araya) participó en el Miss Intercontinental Venezuela 2018 representando a Apure.
  - Aleska Cordido (Portuguesa) participó en el Miss Carabobo 2017, represento a Portuguesa en el Miss Venezuela 2021 y fue Venezuela en miss mesoamérica internacional
  - María Laura López (Táchira) representó al mismo estado en el Miss Intercontinental Venezuela 2017 y participó sin éxito en el Miss Supertalent of the World 2018.
  - Thea Sichini (Trujillo) participó en el Miss Venezuela Mundo 2013 representado al mismo estado y fue Reina Nacional del Turismo 2016. Además, participó sin éxito en el Miss Turismo Internacional 2016.
  - Dianny Burrofatto (Cojedes) participó sin éxito en el Miss Oriental Tourism 2017.

- Algunas de las delegadas nacieron o viven en otro estado al que representaron, o bien, tienen un origen étnico distinto:
  - Michell Castellanos (Guárico) reside en Estados Unidos.
  - Thea Sichini (Trujillo) y Dianny Burrofatto (Cojedes) son de ascendencia italiana.

## Miss & Mister Supranational Venezuela 2021
La segunda (2.ª) edición del certamen Miss & Mister Supranacional Venezuela, cuya final se llevó a cabo en el Estudios de Globovisión en la ciudad de Caracas, Venezuela el 23 de mayo de 2021. Al final del evento, se coronó a Valentina Sánchez como Miss Supranacional Venezuela 2021.
     Miss & Mister Supranational Venezuela
     1.ª Finalista
     2.ª Finalista
     3.ª Finalista
     4.ª Finalista

## Miss Supranational Venezuela 2021
5 concursantes competirán por el título de Miss Supranational Venezuela 2021ː
| # | Candidata                                   | Edad | Altura (cm) | Ciudad natal |
| - | ------------------------------------------- | ---- | ----------- | ------------ |
| 2 | Valentina Belén Sánchez Trivella            | 25   | 1.80        | Porlamar     |
| 3 | Elizabeth Mariana Carolina Gasiba de la Hoz | 24   | 1.77        | Caracas      |
| 4 | Verónica Carolina Dugarte Riera             | 24   | 1.78        | Barquisimeto |
| 1 | Dreissmar de Jesús Soto Guerra              | 22   | 1.70        | Maracay      |
| 5 | Nathaly Katherine Flores Mendoza            | 25   | 1.74        | La Victoria  |

## Mister Supranational Venezuela 2021
5 concursantes compitieron por el título de Mister Supranational Venezuela 2021ː
| # | Candidato                             | Edad | Altura (cm) | Ciudad natal |
| - | ------------------------------------- | ---- | ----------- | ------------ |
| 1 | William Manuel Badell López           | 24   | 1.88        |              |
| 5 | Juan Pablo Dos Santos Fernandes       | 22   | 1.90        |              |
| 2 | Juan Alberto García Caled             | 22   | 1.92        |              |
| 3 | Francesco Giuseppe Piscitelli Onofaro | 23   | 1.82        |              |
| 4 | Jean Franco Petit Moreno              | 20   | 1.82        |              |